# Benigno Cabrero Lozano
Benigno Cabrero Lozano   (Pamplona, 1901 - Madrid, 12 de setembre de 1989) fou un militar navarrès, Capità general de les Illes Balears durant el franquisme. En 1918 va ingressar a l'Acadèmia d'Infanteria de Toledo i en 1924 en l'Escola Superior de Guerra. Fou ascendit a capità d'Estat Major en 1929. Va lluitar a la Guerra del Rif i es va posar a favor del bàndol revoltat en la guerra civil espanyola, destacant en el front de Catalunya. En les campanyes on va participar va impulsar els serveis cartogràfics.
En 1959 era general de brigada i cap d'Estat Major de la III Regió Militar. En 1962 fou ascendit a general de divisió. L'octubre de 1965 fou ascendit a tinent general i nomenat Capità general de les Illes Balears Va ocupar el càrrec fins que es va decretar el seu pas a la reserva a finals de desembre de 1967.
En 1984 encara era viu.